# 부탁해! 마이멜로디
《부탁해! 마이멜로디》(일본어: おねがいマイメロディ 오네가이 마이메로디[*])는 스튜디오 코메트가 제작한 일본의 텔레비전 애니메이션이다. 일본 산리오의 캐릭터 〈마이멜로디〉를 원안으로 한다. 2005년 4월 3일부터 2006년 3월 26일까지 TV 오사카와 TV 도쿄에서 52개의 에피소드로 방영되었다.

## 주제가
오프닝
- 오토 멜로디
- 사랑이 오네요

엔딩
- 마이 드림! 마이 멜로디

## 제작진
- CREATIVE SERVICES
- 유선재, 김도연, 강이석, 안승환, 박찬웅
- 이민지, 송원영, 함현주, 박다영, 이다연
- 편성 - 이현주, 장국성, 주아영, 성윤정, 이지윤, 민다현, 김현정, 서현아

- 녹음 - 백광재
- 마스터 편집 - 황인규
- 녹음 연출 - 이재길
- 제작 - KBS미디어